# Blint raseri
Blint raseri (Blind Fury) är en amerikansk actionfilm från 1989 med Rutger Hauer i huvudrollen, regisserad av Phillip Noyce.

## Handling
Rutger Hauer spelar Nick Parker, en soldat som blir blind under Vietnamkriget och som lärs upp att använda att svärd av en bys invånare. Han återvänder till USA för att besöka sin vän Frank Deveraux (Terry O'Quinn) och tvingas ta med sig Franks son Billy (Brandon Call) efter att Billys mor (Meg Foster) skjuts ner av hantlangare som arbetar för Franks onda chef. Billy och Nick ger sig ut på en resa för att rädda Frank från den onda chefen. Slutstriden sker mellan Nick och en legendarisk Ninja (spelad av Sho Kosugi).

## Om filmen
Filmen är löst baserad på de japanska Zatoichi-filmerna. 

## Inspelningsplatser
- Australien
- Houston, Texas, USA
- Reno, Nevada, USA
- Squaw Valley, Kalifornien, USA

## Rollista (i urval)
- Rutger Hauer
- Terry O'Quinn
- Meg Foster
- Shô Kosugi
- Brandon Call
- Noble Willingham